# Viburnum subalpinum
Viburnum subalpinum är en desmeknoppsväxtart som beskrevs av Hand.-mazz. Viburnum subalpinum ingår i släktet olvonsläktet, och familjen desmeknoppsväxter. Inga underarter finns listade i Catalogue of Life.